# カムペーンペット駅
カムペーンペット駅（カムペーンペットえき、タイ語: สถานีกำแพงเพชร ）は、タイ王国のバンコク都チャトゥチャック区にある、バンコク・メトロの駅である。駅番号はBL12。
カムペーンペット通りにあり、チャトチャック・ウィークエンド・マーケットと北バスターミナルの最寄り駅。

## 歴史
- 2004年7月3日 【開業】ブルーライン（フワランポーン - バーンスー） (20.8km)

## 駅構造

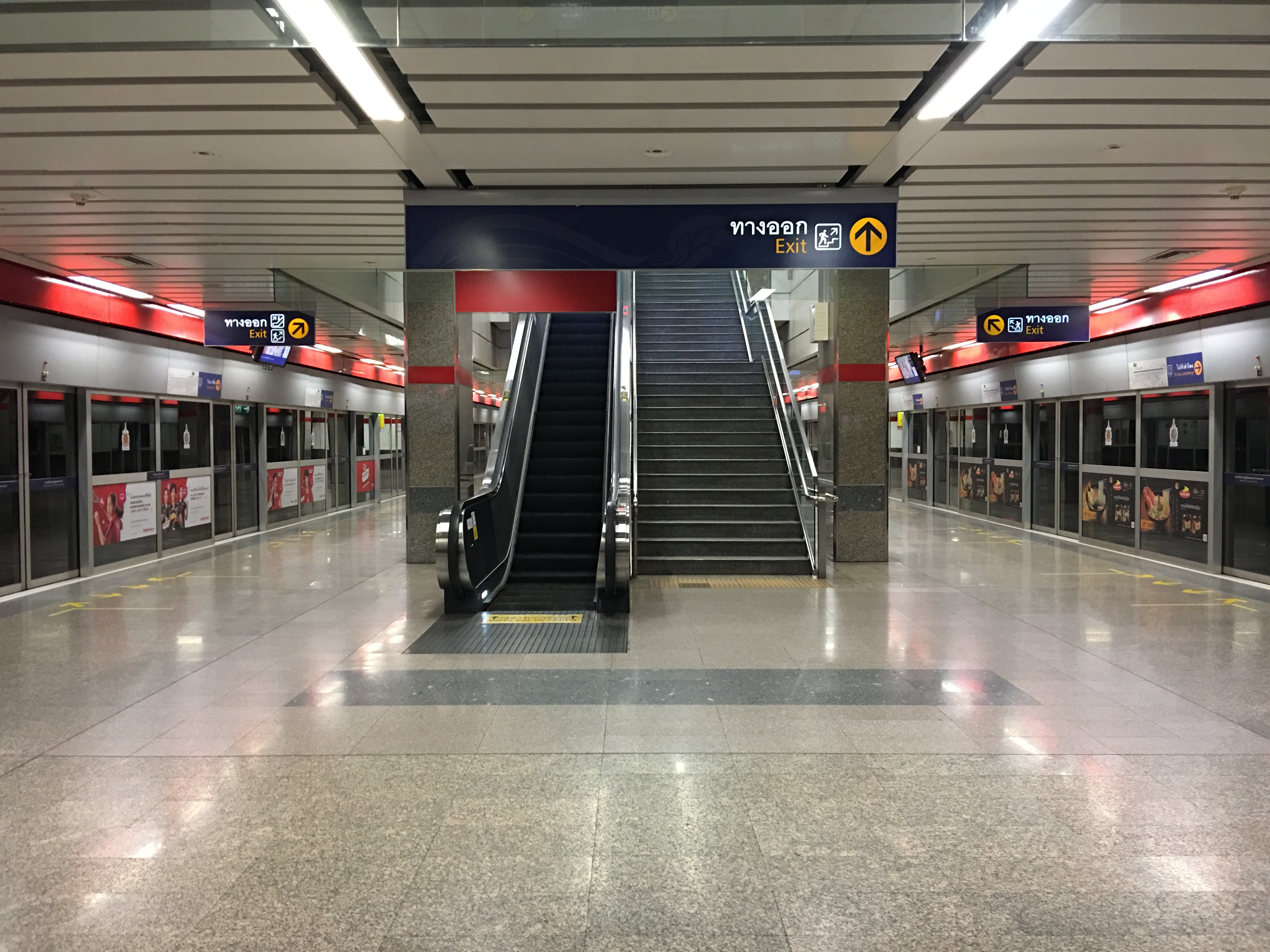
ホーム

フルスクリーンタイプのホームドア付き島式ホーム1面2線の地下駅である。

### 駅階層
| 地面    | 出入口                                           | カムペーンペット通り                              |
| 地下1階 | コンコース階                                     | ATM                                               |
| 地下2階 | 改札口階                                         | 自動券売機、自動改札口                            |
| 地下3階 | 1番線・上り■ブルーライン                         | →スクムウィット・フワランポーン・ラックソーン行き |
| 地下3階 | 島式ホーム（フルスクリーンタイプホームドア設置） |                                                   |
| 地下3階 | 2番線・下り■ブルーライン                         | ←バーンスー・タオプーン・タープラ行き             |

## 周辺
- チャトチャック・ウィークエンド・マーケット
- オートーコー市場
- 北バスターミナル